# Postdemocratie

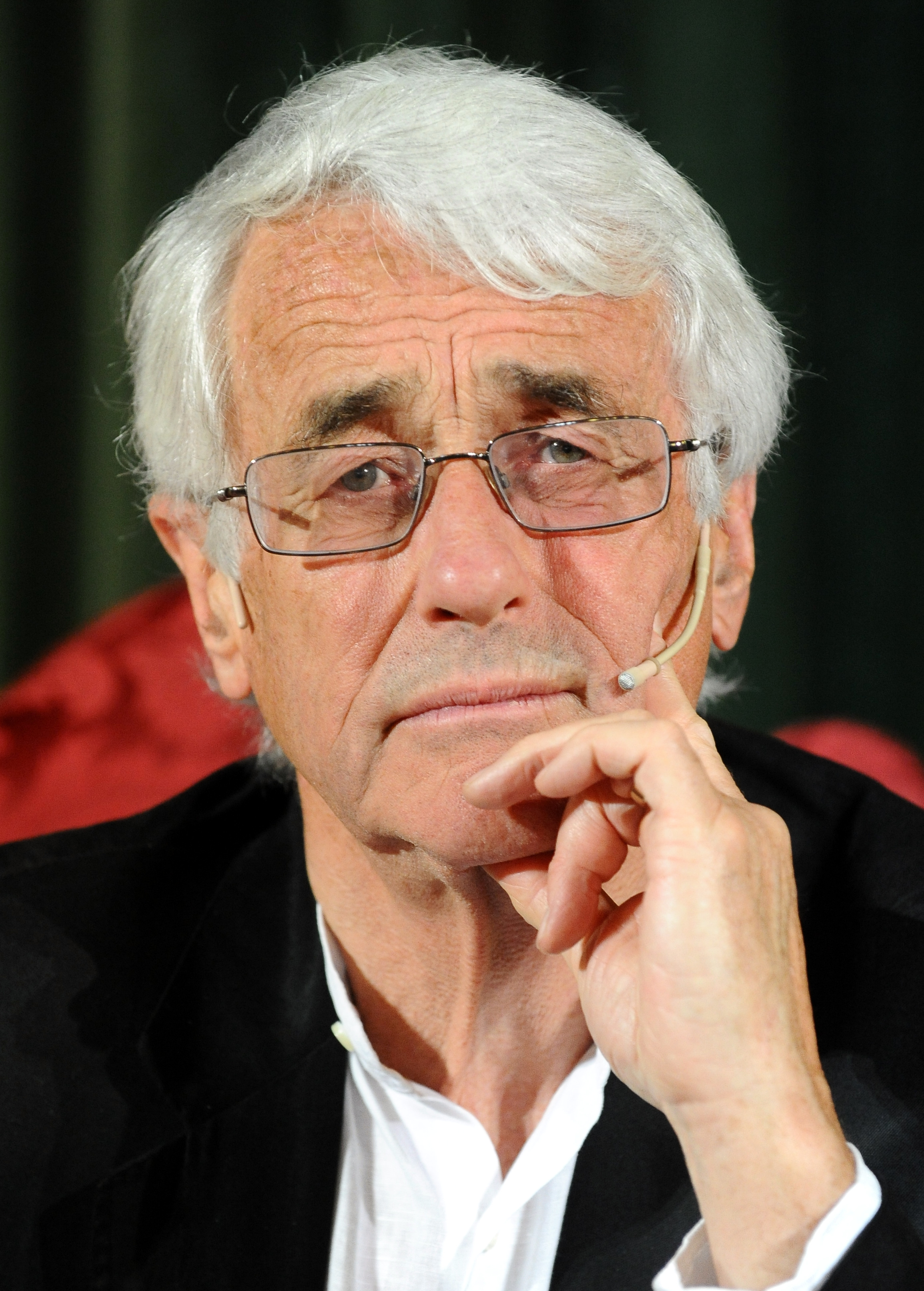
Colin Crouch introduceerde het begrip post-democratie.

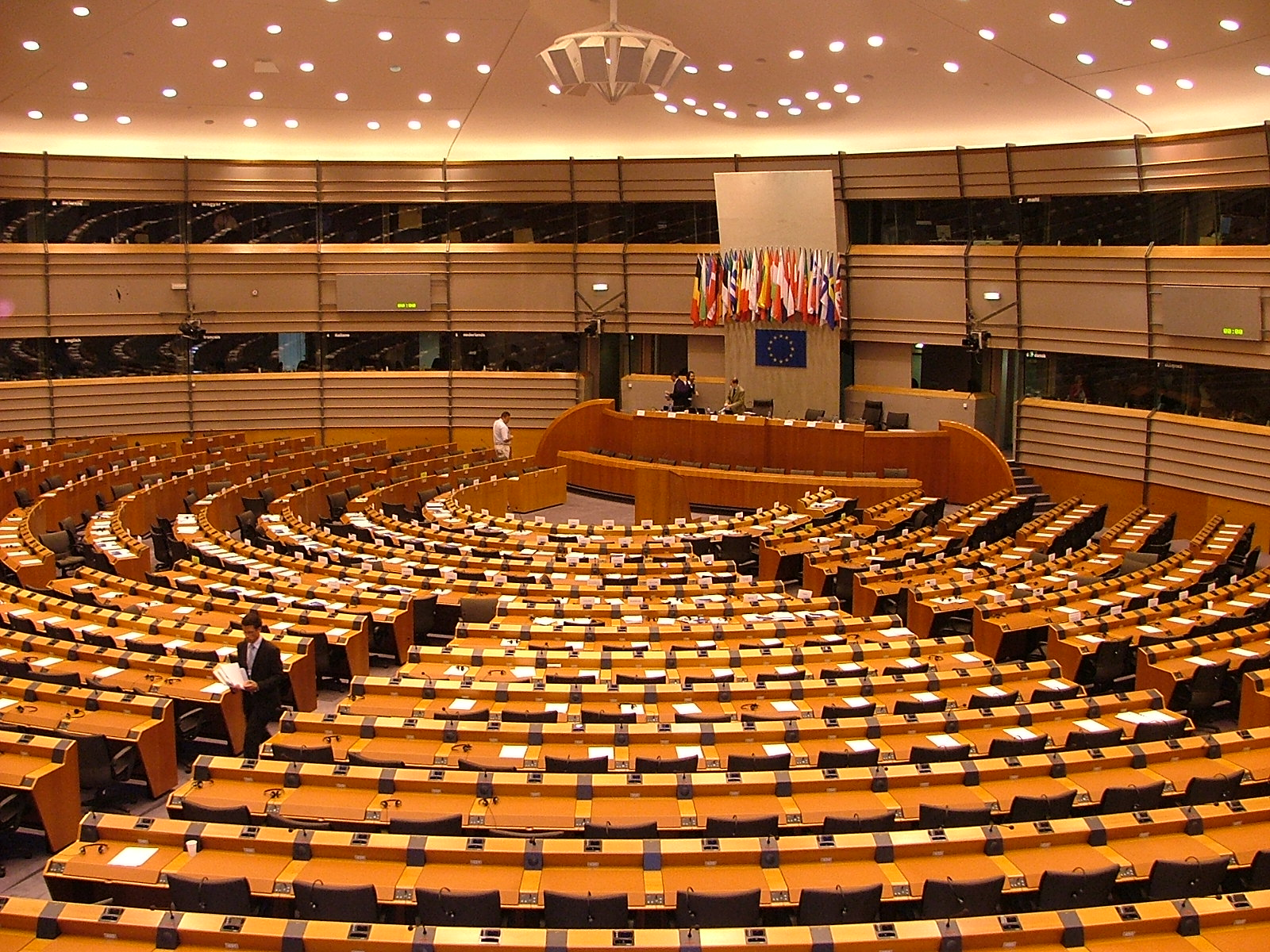
Het Europees Parlement in Brussel. Juist hier is de kloof tussen kiezer en politiek groot. Bij Europese Parlementsverkiezingen is de opkomst dan ook laag.

Postdemocratie is een term uit de politicologie die in 2000 geïntroduceerd werd door de Britse politicoloog en socioloog Colin Crouch in zijn boek Coping with Post-Democracy. Volgens hem bestaat in de meeste westerse democratiën de situatie dat de democratie als systeem volledig functioneert (er is debat, er worden verkiezing gehouden, regeringen vallen en er is vrijheid van meningsuiting) maar dat toch een steeds groter deel van de bevolking zich niet meer vertegenwoordigd voelt. In plaats daarvan neemt een kleine elite de beslissingen en weten ze de democratische instellingen zelfs te gebruiken in hun eigen belang.

## Kenmerken
Crouch noemt een aantal redenen voor dit verschijnsel:
- In de zogenaamde post-industriële samenleving is het voor, met name de onderklasse, steeds moeilijker om zich als groep te identificeren en daarom lastig om zich via één politieke partij te laten vertegenwoordigen. Ook andere groepen, zoals boeren of ondernemers voelen zich niet meer aangetrokken door één politieke stroming. Ze hebben dus ook geen gezamenlijk doel en worden dan ook niet als dusdanig vertegenwoordigd.
- Door de mondialisering laat de economie zich steeds moeilijker op nationaal niveau sturen. Dit gebeurt dus steeds meer door middel van grote handelsverdragen en door supranationale organisaties zoals de Europese Unie. Juist deze niveaus laten zich lastig controleren waardoor een kleine elite de beslissingen neemt.
- De standpunten van de politieke partijen zijn steeds dichter bij elkaar komen te liggen. Er valt voor de kiezer daardoor minder te kiezen. Dit heeft als effect dat verkiezingsretoriek steeds meer op reclame is gaan lijken. Elke partij probeert zich net iets anders te profileren terwijl de verschillen tussen deze partijen in werkelijkheid steeds kleiner worden. Verkiezingen gaan steeds meer over de personen (o.a. over hun privéleven) en minder over verkiezingsprogramma's. Soms blijven "gevoelige" onderwerpen onbesproken.
- De steeds diepgaandere belangenverstrengeling tussen politiek en bedrijfsleven. Het bedrijfsleven weet via lobbyen wetgeving tot stand te laten komen waarbij alleen het belang van het bedrijf of de sector wordt gediend. Daarnaast bestaat er het idee van New Public Management waarbij overheidsdiensten geprivatiseerd worden en het steeds normaler wordt dat politici overstappen van de politiek naar een baan in het bedrijfsleven en vice versa.

## Gevolgen
Deze kenmerken hebben een aantal gevolgen:
- Steeds minder kiezers gaan stemmen of ze stemmen nog wel maar verwachten er niet veel van.
- De opkomst van xenofobe partijen die gebruikmaken van de heersende onvrede.
- Buitenlandse regeringen weten invloed uit te oefenen op de interne politiek van een land.
- De politiek kan vrij makkelijk een ongewenste uitkomst van een referendum of een opiniepeiling naast zich neerleggen door te stellen dat de problematiek verkeerd uitgelegd is of zelfs dat de kiezers het onderwerp niet goed hebben begrepen of zich hebben laten misleiden.

Volgens Crouch is de manier waarop de Europese staatsschuldencrisis werd aangepakt het beste voorbeeld van hoe zaken geregeld worden in een postdemocratie. Europese regeringsleiders wisten af te dwingen dat in Italië een nieuwe regering aantrad en in Griekenland verregaande bezuinigingen werden doorgevoerd. De kiezers in deze landen werden hierbij buitenspel gezet.

## Oplossingen

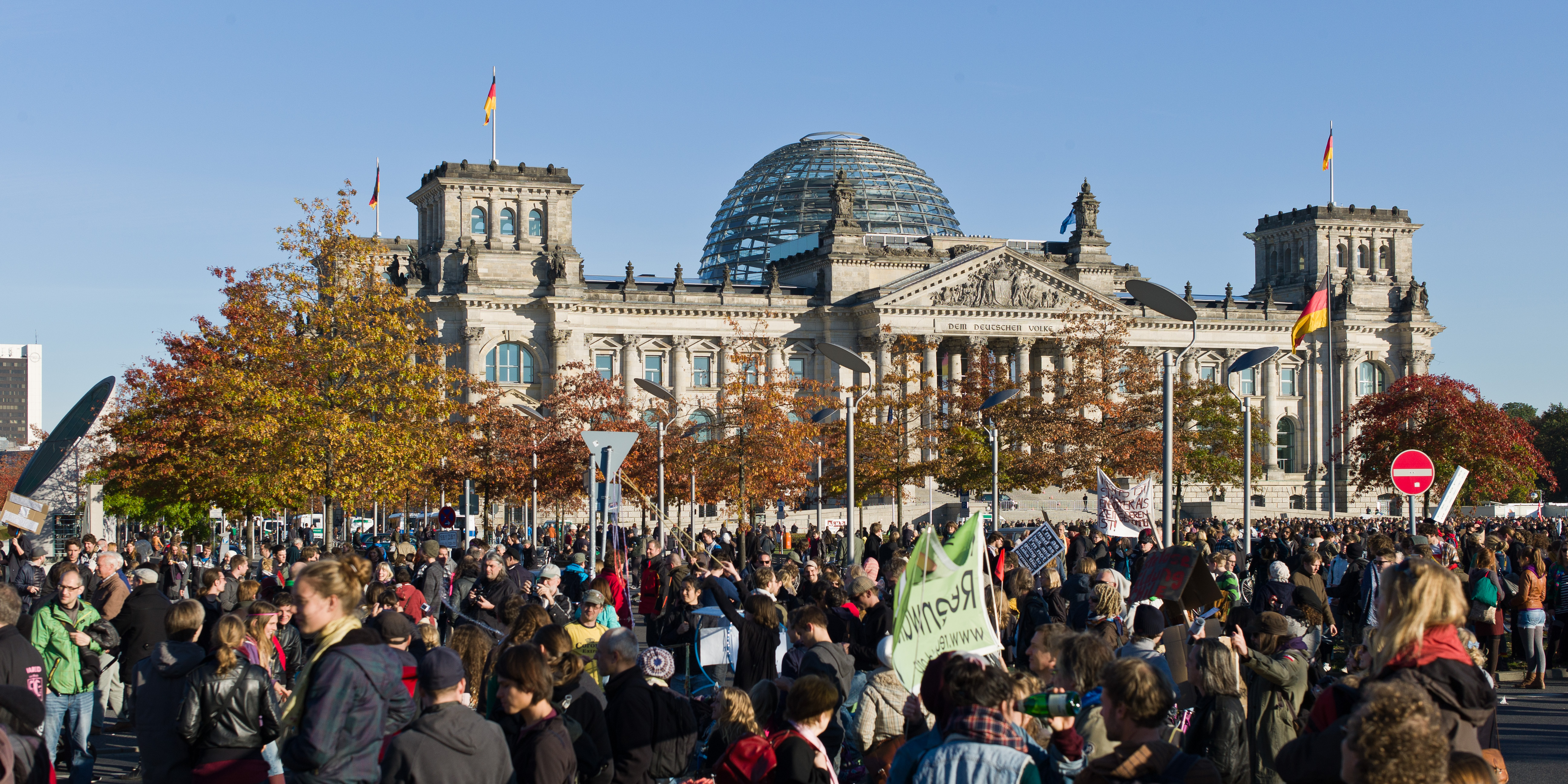
De Occupybeweging, als reactie op postdemocratisch beleid.

Volgens Crouch is er in deze nieuwe werkelijkheid een belangrijke plek weggelegd voor de sociale media waarbij kiezers actief mee kunnen doen aan het maatschappelijk debat. Daarnaast zouden deze kiezers zich meer moeten aansluiten bij pressiegroepen die het voor een specifiek belang opnemen. De burgers moeten dus weer in beweging komen en hun plek in de besluitvorming opeisen. Hij noemt dit post-post-democracy.
De Occupybeweging was een vorm van min of meer ongeorganiseerd verzet dat voortkwam uit het ongenoegen met betrekking tot de macht van de banken.
Belgisch historicus David van Reybrouck beschrijft in zijn boek Tegen verkiezingen de huidige problemen in de Westerse democratie als het democratisch vermoeidheidssyndroom.
Als oplossing pleit hij voor een deliberatieve democratie gebaseerd op loting.